# NGC 6607
NGC 6607 (другие обозначения — MCG 10-26-23, ZWG 301.20, PGC 61550) — спиральная галактика (Sb) в созвездии Дракон.
Этот объект входит в число перечисленных в оригинальной редакции «Нового общего каталога».